# Abdul Ali Mazari
Abdul Ali Mazari (1947 - 13. března 1995) byl politický vůdce hnutí Hezbe Wahdat v průběhu sovětské války v Afghánistánu. Mazari byl etnický Hazara. Snažil se přinést řešení vnitřních rozporů v Afghánistánu, zejména ve federálním systému veřejné správy. Významnou snahou bylo také přiřknout každé etnické skupině ústavní práva. Poté, co byl zavražděn Tálibánem, mu byl posmrtně udělen titul mučedník národní jednoty (roku 2016).

## Život
Abdul Ali Mazari se narodil ve vesnici Charkent jižně od severního města Mazáre Šaríf. Odtud příjmení Mazari. Jeho otec Haji Khudadad, farmář z kmene Behsud, se odstěhoval z Surkhjoi v distriktu Waras (Bamján) do Mazáre Šaríf.
Mazari získal základní vzdělání v teologii na místní škole ve své vesnici, pak odešel do Mazáre Šaríf a později do Qomu v Íránu a Nadžafu v Iráku.
Po okupaci Afghánistánu Sovětskou armádou se Abdul Ali Mazari se vrátil do svého rodiště a zaujal přední místo v antisovětském hnutí odporu.